# Sethemnakht
Sethemnakht (ou Ramsès-Soutekhemnakht), est l'un des plus jeunes fils de Ramsès II.
Sethemnakht, dont le nom se rapproche de Sethnakht, le père de Ramsès III, fondateur de la XXe dynastie, figure en 46e position des fils de Ramsès II.
Son nom et celui de Shepsemiounou, autre fils de Ramsès II, sont exposés sur des blocs de pierre provenant du Ramesséum, par suite réutilisés à Médinet Habou. Sethemnakht est également mentionné dans l'embrasure d'une porte.